# Amor mío, yo te amo
Amor mío, yo te amo es una telenovela boliviana producida y transmitida por la Red Uno entre el 24 de enero de 2022 al 29 de julio de 2022 con un total de 134 capítulos. La idea original y dirección es de Alejandro Pinedo, quien ya produjo Te quiero amor en Red Uno y Con el corazón en la Red ATB
Estuvo disponible en el canal Ale Pinedo TV en YouTube hasta el lanzamiento de APTV Play, con la mayoría de episodios puestos en privado y en la página web del canal.

## Sinopsis
La telenovela habla de una historia de amor, pues definitivamente nos damos cuenta que a todos nos atrae la acción, la cultura, pero algo que a todos nos pasa es un corazón roto, un corazón desilusionado y por supuesto, las ganas de seguir con la pareja. 

## Elenco
- Alejandro Pinedo como el mismo
- Juana Chauca como Ernestina Mamani
- Jaime Bravo como Adolfo
- Dora Quispe como Eustaquia
- Natalia Patón como Ángela
- Wendy Zambrana como Dana
- Sabrina Hartmann como Fabiana
- Magdalena Lugo como Brenda
- Juan Carlos Escobar
- Fernanda Herrera
- Patricio Oviedo
- Jhoseline Paola Varela
- Daniela Alcázar
- Israel Segaline Fernández

## Recepción
En el canal de YouTube «Ale Pinedo TV»,  su primer capítulo tuvo 108.718 reproducciones, considerado un número alto, mientras que su segundo capítulo tuvo 50.749 reproducciones, una caída de 57.969 reproducciones. Actualmente, la telenovela tiene un promedio de entre 10 y 14 mil reproducciones.
Entre el 6 de junio (capítulo 95) y el 16 de julio de 2022 (capítulo 124) hubo un descenso de visualizaciones, de ahí algunos capítulos pasaron de 11 mil visualizaciones a llegar a 5,831 mil visualizaciones en el capítulo 123, emitido el 14 de julio de 2022.